# Oirschot
Oirschot este o comună și o localitate în provincia Brabantul de Nord, Țările de Jos.

## Localități componente
Oirschot, Middelbeers, Oostelbeers, Spoordonk, Westelbeers

## Localități înfrățite
- Belgia: Westerlo
- Polonia: Varșovia
- Țările de Jos: Eindhoven
- Țările de Jos: Tilburg